# Jo Mihaly
Jo Mihaly (ursprungligen Elfriede Alice "Piete" Kuhr), född 25 april 1902 i Schneidemühl, död 29 mars 1989 i Seeshaupt i Bayern, var en tysk dansare, performance-artist, skådespelare och författare.

## Biografi
Kuhr växte upp i Schneidemühl (nu Piła), då nära den tysk-ryska gränsen, nu i Polen. Orten var platsen för ett läger för krigsfångar under första världskriget. Kuhrs återupptäckta dagbok från ungdomsåren publicerades sent i hennes liv som Da gibt's ein Wiedersehn, 1982 och ger en ovanlig inblick i tysk erfarenhet från första världskriget: ”The fact that the diary is written by a German teenager does make it unusual. The fact that this teenager went on to oppose war, to dance her anti-war message on the Berlin stage, to marry a Jew, and to be forced to flee Germany in 1933, gives an added poignancy to the diary.”

## Fridans
Jo Mihaly började som dansare år 1923 och 1933 hade hon blivit välkänd för en antikrigsdans riktad mot första världskriget. Hon tillhörde den tyska traditionen av “ausdruckstanz” (fridans) under 1930-talet, tillsammans med Mary Wigman, Rudolf von Laban, Gertrud Bodenwieser och Gret Palucca. Hon var motståndare till förföljelsen av judar och flydde från Tyskland till Schweiz 1933 för att undvika att hamna i koncentrationsläger, som många andra socialister. Hon fortsatte att dansa i Schweiz fram till 1938.

## Författare
Jo Mihaly skrev artiklar och poesi till tidskriften Brotherhood of Wayfarers omkring 1925. Därefter skrev hon sin första roman, Michael Arpad und sein Kind, en bok om en romsk familj. 1938 skrev hon romanen "Gesucht: Stepan Varesku" och flera andra böcker, men bara dagboken från första världskriget har blivit översatt till engelska.

## I massmedia
Jo Mihaly (Elfriede Kuhr) är en av de fjorton huvudkaraktärerna i serien 14 - Diaries of the Great War och spelas där av skådespelerskan Elisa Monse.